# دهستان جاوید ماهوری
دهستان جاوید  نام دهستانی در بخش مرکزی شهرستان ممسنی، استان فارس در ایران است. براساس سرشماری مرکز آمار ایران در سال ۱۳۸۵، جمعیت آن ۹۱۲۲ نفر (۱۹۷۷ خانوار) بوده‌است. 